# أعمال الشغب ضد السيخ 1984
كانت أعمال الشغب المناهضة للسيخ لعام 1984، تُعرف أيضًا بمجزرة السيخ لعام 1984، سلسلة من البوغرومات المنظمة ضد السيخ في الهند في أعقاب اغتيال أنديرا غاندي على يدي حراسها الشخصيين الخاصين الذين ينتمون إلى السيخ. تتحدث التقديرات الحكومية عن مقتل نحو 2800 من السيخ في ديلهي و 3350 في كافة أنحاء البلاد في حين تقدر مصادر مستقلة عدد القتلى بين 8000 و17000 قتيل. وقع اغتيال أنديرا غاندي بعد وقت قصير من صدور أوامرها بتنفيذ عملية بلو ستار، التي كانت عملية عسكرية تهدف إلى حماية مجمع معبد هارماندير ساهيب السيخي في أمريستار، بنجاب في شهر يونيو من عام 1984. أسفرت العملية عن معركة دامية مع جماعات من المسلحين السيخ كانت تطالب بحقوق أكبر وحكم ذاتي في البنجاب. انتقد السيخ في كافة أرجاء العالم عملية الجيش ونظر العديد منهم إليها كهجوم على دينهم وهويتهم.
في أعقاب البوغرومات، ذكرت الحكومة أن 20 ألف شخصًا قد فروا من المدينة، وتحدث اتحاد الشعب للحقوق المدنية عن تهجير 1000 شخص «على الأقل». كانت أحياء السيخ في دلهي أكثر المناطق تضررًا. رأت المنظمات الحقوقية والصحف في كافة أنحاء البلاد أن المجزرة كانت منظمة. تسبب تواطؤ مسؤولين سياسيين على صلات بالمؤتمر الوطني الهندي بأعمال العنف والفشل القضائي في معاقبة الجناة بعزل السيخ وزاد من التأييد الذي نالته حركة خاليستان. تصنف أكال تاكت، الهيئة السيخية الحاكمة، أعمال القتل بأنها إبادة جماعية.
في عام 2011، تحدث تقرير لمنظمة هيومان رايتس ووتش أن حكومة الهند «لم تلاحق بعد أولئك المسؤولين عن أعمال القتل الجماعية». ووفقًا لتسرب البرقيات الدبلوماسية للولايات المتحدة لعام 2011، كانت الولايات المتحدة مقتنعة بتواطؤ المؤتمر الوطني الهندي في أعمال الشغب ووصفت حكومة المؤتمر «بالانتهازية» وبأنها تكن «حقدًا» ضد السيخ. على الرغم من أن الولايات المتحدة لم تصنف أعمال الشغب بأنها إبادة جماعية، فقد أقرت بوقوع «انتهاكات جسيمة لحقوق الإنسان». في عام 2011، اكتشفت مواقع محروقة جرت فيها العديد من أعمال قتل ضد السيخ تعود إلى العام 1984 في مناطق باتاودي وهوند تشيلار من هاريانا. يرى مكتب التحقيقات المركزي، هيئة التحقيق الرئيسية في الهند، أن أعمال العنف كانت منظمة بدعم من شرطة دلهي وبعض مسؤولي الحكومة المركزية.
بعد تأجيل استمر ل34 عامًا، حدثت أول إدانة رفيعة المستوى لأعمال العنف ضد السيخ لعام 1984 عند اعتقال زعيم المؤتمر ساجان كومار الذي نال حكمًا بالسجن مدى الحياة من قبل محكمة دلهي العليا. ولم تحدث سوى القليل من الإدانات للقضايا المعلقة التي تعود إلى عام 1984، ولم يحدث سوى حكم واحد فقط بالإعدام ضد المتهم ياشبال في قضية قتل سيخ في منطقة ماهيبالبور في دلهي.

## الخلفية
خلال انتخابات ولاية بنجاب لعام 1972 حقق المؤتمر الوطني الهندي انتصارًا وهُزم حزب أكالي دال. في عام 1973، طرح حزب أكالي دال قرار أناندبور ساهيب الذي طالب بحصول بنجاب على حكم ذاتي أكثر اتساعًا. وطالب القرار بأن تنتقل السلطة بشكل عام من الحكومة المركزية إلى حكومات الولايات. اعتبرت حكومة المؤتمر القرار وثيقة انفصالية ورفضته. عندئذ انضم جارنايل سينغ بهيندرانوال، وهو قائد سيخي بارز لمنظمة دامدامي تاكسال، إلى حزب أكالي دال في إطلاق حركة دهارام يود مورتشا في عام 1982 لتنفيذ قرار أناندبور ساهيب. برز بهيندرانوال ضمن حلقات السيخ السياسية مع سياسته المتعلقة بتمرير قرار أناندبور. طالب آخرون بولاية مستقلة ذاتيًا في الهند، استنادًا إلى قرار أناندبور ساهيب.
نظرًا إلى استخدام الشرطة ضد المتظاهرين خلال تظاهرات دهارام يود مورتشا لوسائل تعسفية تستخدم عادة ضد المجرمين العاديين، الأمر الذي مثل قمع دولة أثر على قسم كبير من سكان البنجاب، رد قسم من السكان السيخ بعنف انتقامي، الأمر الذي تسبب بتوسيع مدى الصراع عبر استعمال عنف الدولة ضد شعبها، وهو ما خلق دوافع جديدة لدى الشبان السيخ للجوء إلى التمرد. كان مفهوم خاليستان ما يزال مفهومًا مبهمًا حتى في وقت تحصين المجمع بسبب تأثير ضباط جيش سابقين من السيخ كانوا قد عُزلوا بسبب إجراءات الحكومة التي باتت عندئذ تنصح بهيندرانوال واللواء شيباغ سينغ واللواء المتقاعد بريغاديير موهيندر سينغ، وفي تلك الآونة كان المفهوم ما يزال غير مرتبط بشكل مباشر بالحركة التي كان يقودها. في أجزاء أخرى من البنجاب، امتزجت «حالة من الفوضى ووسائل قمعية من قبل الشرطة» لتخلق «مزاجًا من الغضب والاستياء الطاغيين بين جموع السيخ ضد السلطات»، الأمر الذي جعل شعبية بهيندرانوال تزداد وانتشار أكبر للمطالب بالاستقلال حتى بين صفوف المعتدلين ومثقفي السيخ.
بحلول عام 1983، كانت الأوضاع في البنجاب متقلبة. في شهر أكتوبر، أوقف مقاتلون من السيخ حافلة وقتلوا 7 مسافرين هندوس. في اليوم نفسه، قتلت مجموعة أخرى مسؤولين على متن قطار. حلت الحكومة المركزية التي كان المؤتمر الوطني يترأسها حكومة ولاية البنجاب (التي كان يقودها حزب الولاية) استنادًا إلى حكم الرئيس. خلال الأشهر الخمسة التي سبقت عملية بلو ستار، منذ 1 يناير حتى 3 يونيو من عام 1984، قتل 298 شخصًا في أحداث عنف في أنحاء البنجاب. وفي الأيام الخمسة التي سبقت العملية قتل 48 شخصًا جراء أعمال العنف. وفقًا لتقديرات الحكومة، كان عدد القتلى بين مدنيين وشرطة ومقاتلين 27 قتيلًا في عام 1981 و22 في عام 1982 و99 في عام 1983. بحلول شهر يونيو من عام 1984، بلغ العدد الإجمالي للقتلى 410 قتيلًا في أعمال شغب وأحداث عنف في حين تعرض 1180 شخصًا لإصابات.
في 1 يونيو، بدأت عملية بلو ستار للإطاحة بهيندرانوال وبالمقاتلين المسلحين من مجمع المعبد الذهبي. في 6 يونيو قُتل هيندرانوال خلال العملية. بلغت أعداد ضحايا الجيش 83 قتيلًا و249 جريحًا. ووفقًا للإحصاءات الرسمية التي قدمتها الحكومة الهندية اعتقل 1592 شخصًا وبلغ عدد الضحايا 493 بين قتيل وجريح. نفذت القوات الهندية شبه العسكرية عمليات في وقت لاحق لطرد الانفصاليين من ولاية بنجاب.
تسبب العملية التي نفذت في المعبد بغضب لدى السيخ وزادت من مستوى تأييد حركة خاليستان. بعد مرور 4 أشهر على العملية، في 31 أكتوبر من عام 1984، اغتيلت إنديرا غاندي في عمل انتقامي نفذه اثنان من حرسها الشخصي الذين ينتمون إلى السيخ، ساتوانت سينغ وبيانت سينغ. قُتل أحد منفذي الاغتيال برصاص حراس شخصيين آخرين لغاندي في حين أدين الآخر بقتل غاندي وأعدم لاحقًا. أفضت عاصفة من الغضب الشعبي على مقتل غاندي إلى أعمال قتل استهدفت السيخ في أعمال الشغب لعام 1984 التي تلت ذلك.

## العنف
في أعقاب اغتيال أنديرا غاندي على أيدي اثنين من حرسها الشخصي الذين ينتمون إلى السيخ في 31 أكتوبر من عام 1984، اندلعت أعمال شغب ضد السيخ في اليوم التالي. واستمرت في بعض المناطق لعدة أيام متسببة بمقتل ما يزيد عن 3000 من السيخ في نيو دلهي وبين 8000 و17000 حسب التقديرات الإجمالية في مدن الهند البالغ عددها 40 مدينة.